# La Prière
Pour les articles homonymes, voir Prière (homonymie).
Ne doit pas être confondu avec La Prière (film).
Pistes de Georges Brassens, sa guitare et les rythmes - série 3 (Les Sabots d'Hélène)
La première fille
(3) Gastibelza
(5)
La Prière est une chanson de Georges Brassens, qui met en musique le poème Rosaire de Francis Jammes (extrait du recueil L'Église habillée de feuilles), enregistrée en 1953. Pour cela, Georges Brassens reprend la mélodie qu'il a déjà utilisée pour le poème d'Aragon, Il n'y a pas d'amour heureux.  
« J'ai mis un jour en musique le poème d'Aragon Il n'y a pas d'amour heureux et je me suis aperçu que le poème de Francis Jammes La Prière avait le même mètre et qu'elle marchait sur la même musique. J'ai chanté les deux à Patachou et elle a choisi La Prière. » (Brassens, Radioscopie avec Jacques Chancel, 1971). 
Cette chanson a été enregistrée par Patachou, Les Compagnons de la chanson (chez Angel ABL 64000) en 1953, par Frida Boccara  en 1979 chez Philips. La chanson a également été reprise par Hugues Aufray sur son album Hugues Aufray and his folks sorti sur le label La Compagnie en 1970 et réédité ensuite chez Musidisc. Elle a aussi été reprise par Saez sur l'album hommage collectif Les Oiseaux de passage en 2001.

## Texte
Par le petit garçon qui meurt près de sa mère
tandis que des enfants s’amusent au parterre ;
et par l’oiseau blessé qui ne sait pas comment
son aile tout à coup s’ensanglante et descend
par la soif et la faim et le délire ardent :
Je vous salue, Marie.
Par les gosses battus par l’ivrogne qui rentre,
par l’âne qui reçoit des coups de pied au ventre
et par l’humiliation de l’innocent châtié,
par la vierge vendue qu'on a déshabillée,
par le fils dont la mère a été insultée :
Je vous salue, Marie.
Par la vieille qui, trébuchant sous trop de poids,
s'écrie : « Mon Dieu ! » Par le malheureux dont les bras
ne purent s’appuyer sur une amour humaine
comme la Croix du Fils sur Simon de Cyrène ;
par le cheval tombé sous le chariot qu'il traîne :
Je vous salue, Marie.
Par les quatre horizons qui crucifient le Monde,
par tous ceux dont la chair se déchire ou succombe,
par ceux qui sont sans pieds, par ceux qui sont sans mains,
par le malade que l'on opère et qui geint
et par le juste mis au rang des assassins :
Je vous salue, Marie.
Par la mère apprenant que son fils est guéri,
par l’oiseau rappelant l’oiseau tombé du nid,
par l’herbe qui a soif et recueille l’ondée,
par le baiser perdu par l’amour redonné,
et par le mendiant retrouvant sa monnaie :
Je vous salue, Marie.

## Interprétation
Georges Brassens a utilisé deux fois la même mélodie, et paradoxalement, la première fois pour le très communiste Aragon dans Il n'y a pas d'amour heureux, la seconde fois pour le très catholique Francis Jammes.
Certains s'étonnent que Brassens ait chanté une poésie d'un auteur si religieux. On oublie l'amitié de Brassens avec le père Aimé Duval, « la calotte chantante », comme il le surnommait dans Les Trompettes de la renommée.
On lit aussi souvent que Brassens a rajouté une strophe. Il n'en est rien. Le poème Rosaire est long et il est divisé en plusieurs sections à l'intérieur du recueil original. Brassens n'en a gardé que cinq strophes : les quatre premières strophes de la chanson sont dans le même ordre que dans le poème ; en revanche, la strophe qui sert de conclusion à la chanson figurait plus haut. Chez Jammes, la guérison d'un enfant était évoquée avant la mort d'un petit garçon près de sa mère ; chez Brassens, on a le contraire.
Le poème Rosaire appartient au recueil L'Église habillée de feuilles. Il est associé à la méditation des mystères du rosaire.